# Dolichotetranychus zoysiae
Dolichotetranychus zoysiae är en spindeldjursart som beskrevs av Ehara 2004. Dolichotetranychus zoysiae ingår i släktet Dolichotetranychus och familjen Tenuipalpidae. Inga underarter finns listade i Catalogue of Life.